# Subtekst
Subtekst is de impliciete betekenis van een geschreven of gesproken tekst: datgene wat niet wordt uitgesproken, maar uit de tekst kan worden opgemaakt. Daarnaast wordt het woord 'subtekst' ook in andere betekenissen gebruikt; zie met name onderaan dit artikel.

## Verzamelbegrip
Subtekst is dat wat slechts wordt gesuggereerd; wat in de structuur tot uiting komt; of wat blijkt uit beeldspraak die een toevoeging aan de tekst geeft of die tekst juist ondermijnt. Voor deze literaire procedés is in de loop der eeuwen een eigen terminologie en een geheel kritisch begrippenapparaat ontwikkeld. "Subtekst" duidt dus een veelheid van (impliciet gehouden) verschijnselen aan; het is een verzamelbegrip.
Het begrip is echter vooral gericht op de (verborgen) boodschap die wordt gecommuniceerd, terwijl vele vroegere begrippen eerder van toepassing waren op de technieken om die boodschap over te brengen.
Aangenomen wordt dat het begrip “subtekst” aan het Russische подтекст (podtekst, letterlijk “ondertekst”) is ontleend, dat het medio twintigste eeuw zijn intrede deed bij de taalkundige beschouwing van (literaire) teksten en vervolgens ook werd toegepast op politieke en andere uitingen.
In de taalkunde is er debat over de definitie van het begrip tekst. Volgens één opvatting kan deze term alleen betrekking hebben op taaluitingen; een andere opvatting geeft een ruimere uitleg, en verklaart het begrip ook van toepassing op de communicatieve inhoud van andere uitingen, waaronder de beeldende kunsten. Een vergelijkbare uitbreiding wordt aan het begrip subtekst gegeven, ook dat wordt wel toegepast op niet-talige uitingen.

## Motieven
De aanwezigheid van subtekst kan een aantal oorzaken en redenen hebben, waaronder:
- Risicomijding: Sommige onderwerpen worden als hachelijk, maatschappelijk ongewenst of anderszins riskant beschouwd. Dan is het voor de auteur of spreker veiliger om er een toespeling op te maken dan om ze expliciet te bespreken.
- Efficiëntie: Subtekst kan dusdanig in tekst verweven zijn dat die tekst in staat is meer dan een boodschap tegelijk over te brengen.
- Effectiviteit: Tekst kan opdringerig zijn (te agressieve poging tot verkoop, te zeer uitgekauwde pointe) terwijl subtekst door zijn implicietheid de lezer niet hindert, of zelfs fascineert.
- Complexiteit: Een onderwerp kan dermate complex zijn dat iedere eenduidige tekst er onrecht aan zou doen. Die complexiteit kan in subtekst worden geïllustreerd.

## Scala aan subtiliteit; kracht
Tussen de tekst zelf, zoals die expliciet wordt uitgesproken of is neergeschreven, en subtekst kan een brede scala aan krachtsverhoudingen bestaan. Weliswaar is subtekst per definitie onuitgesproken, maar soms scheelt het niet veel of hij treedt aan de oppervlakte.
- In de televisieserie Are You Being Served? (Wordt u al geholpen?), die in de laatste decennia van de twintigste eeuw populair was, komt het personage Mr Humphries voor. Hij heeft een wiegend loopje, spreekt met hoge stem, en maakt toespelingen op de lichamelijke aspecten van mannelijke klanten die het tafereel (de modeafdeling van een warenhuis) bezoeken. Iedere kijker weet dat Mr Humphries homoseksueel is, maar uitgesproken wordt dit nooit. Door de herhaling (ieder optreden van Mr Humphries is ondenkbaar zonder het genoemde gedrag) en door het beroep dat zijn gedragingen doen op bestaande beeldvorming over homoseksuelen, is de subtekst zeer krachtig: de 'verborgen' boodschap kan niemand ontgaan.
- In Louis Couperus' verhalenbundel Korte arabesken wordt herhaaldelijk “mijn vriend Orlando”, ook wel “mijn Italiaanse vriend” ten tonele gevoerd.[4] Niet alleen ontbreken hier alle verdere toespelingen op homoseksualiteit, ook is de verteller getrouwd, en over de aanwezigheid van subtekst die naar de geaardheid van de verteller verwijst, valt te twisten. De subtekst is zwak aanwezig.
- Een tussengeval is Multatuli's legende van “De Japanse steenhouwer” in Max Havelaar.[5] De ontevreden steenhouwer krijgt de kans van gedaante en functie te veranderen, maar na vele wederwaardigheden wordt hij toch weer steenhouwer, nu zonder morren. De tekst verhaalt van onvervuld verlangen en experiment; er wordt subtekst meegezonden (“wees tevreden met wat je bent”) die enige interpretatie vereist.

### Ondermijning

#### De ondermijnende subtekst
Zo kan subtekst de uitgesproken tekst ondermijnen.
- Dit procedé wordt bijvoorbeeld gebruikt wanneer een “onbetrouwbare verteller” ten tonele wordt gevoerd. Mevrouw X, de ik-persoon, vertelt ons dat haar echtgenoot zo'n handig zakenman is, zo intelligent en zo gerespecteerd door zijn collega's. Zij geeft echter voorbeelden waaruit blijkt dat die schranderheid vooral wordt aangewend ten nadele van zwakkere handelspartners; of in een ander hoofdstuk blijken de opinies van die collega's helemaal niet zo gunstig; of verderop gaat de “handige” zakenman failliet. Hier kan subtekst aanwezig zijn die het beeld van de heer X corrigeert, of die Mevrouw X als dom en verblind kenschetst, of juist als een (te) toegewijde echtgenote.
- In Herman Melvilles Pierre[6] wordt een preek weergegeven. De moralist wil ons doen geloven dat de voorschriften van de Bijbel in de praktijk niet houdbaar zijn: een mens kán niet altijd kwaad met goed vergelden, hij kán niet al zijn bezittingen aan de armen schenken:

| For, does aught else completely and unconditionally sacrifice itself for him? God's own sun does not abate one tittle of its heat in July, however you swoon with that heat in the sun. And if it did abate its heat on your behalf, then the wheat and the rye would not ripen; and so, for the incidental benefit of one, a whole population would suffer. |  |  | Want is er ook maar iets dat zich geheel en onvoorwaardelijk voor hém opoffert? Gods eigen zon tempert geen sprankje van zijn juli-hitte, hoezeer je ook in de zon neervalt bij die hitte. En als hij zijn hitte wél opgaf om jouwentwille, dan zouden tarwe en rogge niet rijpen, en zo zou voor het eenmalig voordeel van één mens een hele bevolking moeten lijden. |

Maar Melvilles lezers waren vertrouwd met de Bijbel, en als ze ook nog voldoende geschoold waren in het interpreteren van tekst, ontwaarden zij hier een dubbele bodem (subtekst). “God's sun” klinkt precies zoals “God's son”: en de woordspeling was in de literatuur al eeuwen bekend. En “tittle” is verwant met “title”, dat als één betekenis heeft: “recht, aanspraak”. Maar “Gods eigen zoon” gaf nu juist wel zijn aanspraken op, en offerde zich geheel voor de mensheid. Daarbij gaf, aldus de Bijbel, de hogepriester Kajafas te kennen dat er beter één individu kon lijden dan het hele volk. De laatste zin uit het citaat is hiervan een echo, en opeens blijkt de prediker in hetzelfde kamp te verkeren als de priester, nu juist een tegenstander van Christus. De tekst wordt door subtekst ondermijnd, en in dit geval zijn de instrumenten: woordspeling en intertekstuele verwijzing (naar de tekst van de Bijbel).

#### De ondermijnde subtekst
Het omgekeerde is ook mogelijk: er fungeert juist subtekst, maar die wordt door de expliciete tekst gesubverteerd.
- Parodie en pastiche werken op deze manier. Het letterlijke verhaal doet de ervaren lezer steeds aan een bepaalde schrijfstijl of een bestaand werk denken, dat wordt bekritiseerd of waarmee de draak wordt gestoken. Het reeds bestaande werk fungeert als subtekst en wordt door het nieuwe werk ondermijnd.
- In de Renaissance kwam onder invloed van Petrarca de sonnetvorm in zwang. In deze gedichten werd de geliefde vaak hemelhoog geprezen: het vers vormde een catalogus van haar charmes en deugden. Als reactie hierop gingen de "antipetrarkisten" gedichten schrijven waarin de geliefde een heel gewoon mens bleek te zijn: My mistress' eyes are nothing like the sun (“Haar ogen hálen het niet bij de zon”).[8] Deze tekst functioneert alleen als de lezer de subtekst (de bestaande traditie die erin doorklinkt) herkent, en onderkent dat de traditie wordt afgevallen.

### Contrapunt
Subtekst kan een geheel andere strekking hebben dan de expliciete tekst.
- Een historiestuk van Shakespeare kan worden gelezen als geschiedschrijving, al is die geschiedschrijving voor ons wellicht achterhaald. Daarnaast kan het stuk echter ook informatie verschaffen over de positie die de koning innam in de Renaissancemaatschappij.
- Een middeleeuwse allegorie is veelal didactisch van aard: zij wil de lezer kennis bijbrengen of hem moreel vormen. De lezer-tijdgenoot schotelt zij echter tegelijkertijd avontuur en vermaak voor, de hedendaagse lezer geeft zij informatie over ideeën en leefwijzen zoals die in de middeleeuwen golden.

### Structurering
De moderne literatuurtheorie gaat ervan uit dat in alle literatuur thematiek te onderkennen valt. De thema's zijn dan de centrale concepten van het literaire werk, datgene wat het werk wil overbrengen. (Het begrip “boodschap” wordt doorgaans van de hand gewezen.)
De thematiek is doorgaans impliciet aanwezig: weliswaar komt het voor dat de thema's expliciet worden gemaakt, maar dat wordt veelal beschouwd als remmend, neerbuigend en te zeer op uitleg gericht. Aldus structureert de thematiek het verhaal; de aaneenschakeling van gebeurtenissen vormen de plot, het thema brengt in die gebeurtenissen eenheid en samenhang.
- Wat hebben reuzen, een vliegend eiland, dwergen en sprekende paarden met elkaar te maken? Op het niveau van de plot lijken ze gezamenlijk niet meer dan een fantastische vertelling op te leveren, en mede daarom zijn gedeelten van Jonathan Swifts Gullivers reizen wel als kinderboek uitgegeven. Wie naar subtekst zoekt, ontwaart echter een thematische eenheid: satire, kritiek op het menselijk doen en laten. Vruchteloze debatten over het verorberen van een ei (kopje afslaan? pellen?) worden opeens een metafoor voor het menselijk politiek gekrakeel op-de-vierkante-centimeter; de Houynhnhms blijken bedoeld als nobeler alternatief voor een afschuwwekkende mensheid.[10]

### Tijdelijke subtekst
Wat onuitgesproken is, kan uitgesproken wórden. Nadat subtekst als toespeling in een tekst is opgetreden, kan de auteur hem expliciet maken, en dan wordt hij uiteraard tekst.
- In Shakespeares sonnet My mistress' eyes are nothing like the sun is naast een antipetrarkistische subtekst ook een impliciete lofprijzing van de geliefde aanwezig. Die lof wordt in de twee slotverzen expliciet: de geliefde, schrijft Shakespeare nu, is even zeldzaam als wie dan ook.

### Schijnbare subtekst
In sommige gevallen van indirect taalgebruik is slechts schijnbaar van subtekst sprake.

#### Implicatuur
Een tekst kan overduidelijk bedoeld zijn om een boodschap over te brengen die niet de letterlijke is. Een voorbeeld is:
Weet je hoe laat het is?
Ik heb toch geen horloge!
Ik zit al sinds middernacht op je te wachten...
Má-am, ik ben zéstien, hoor!
Al te letterlijk opgevat, is dit een dialoog van onsamenhangende elementen: een vraag naar de tijd – dan een mededeling omtrent de persoonlijke uitdossing – vervolgens een mededeling omtrent tijdbesteding – ten slotte de bekendmaking van de eigen leeftijd. Die weergave is een karikatuur van de tekst, die juist alleen maar kan worden opgevat als ouderlijke kritiek dat een telg te laat thuiskomt, terwijl de aangesprokene hier eerst niet van wil horen, vervolgens impliceert dat de kritiek onterecht is. Dat is de boodschap, en daarmee de tekst: er kunnen, afhankelijk van de context, nog heel goed subteksten meegezonden zijn, maar die liggen dan minder voor het oprapen dan de zojuist “vertaalde” boodschap.

#### Ironie
Ironie impliceert per definitie een contrast tussen wat gezegd wordt, en de werkelijkheid. In Mooie boel! is die tegenstelling voor geen misverstand vatbaar, in een uiting als Dat heb je goed gedaan! kan wel verwarring optreden (meent de spreker dat nu, of niet?). In beide gevallen is die geïmpliceerde boodschap er niet een die meeklinkt: zij is juist de beoogde boodschap. Van subtekst is geen sprake.

### Schrijver, verteller en lezer
Subtekst hoeft beslist niet geheim of verborgen te zijn. Het kan juist de nadrukkelijke bedoeling zijn dat de lezer hem opmerkt.
- Het weerkerend motief in Wordt u al geholpen?, de homoseksuele Mr Humphries, is zo nadrukkelijk en opgelegd aanwezig dat een goed deel van de plot erdoor wordt mogelijk gemaakt.
- Als in een literair werk de thematiek onopgemerkt blijft, faalt de communicatie, hetzij doordat de lezer te weinig waakzaam of te onervaren is, hetzij doordat de auteur er niet in is geslaagd zijn thema's voldoende helder te organiseren.

Soms is de subtekst verborgen voor een of meer van de deelnemers.
- Een verhaal bevat doorgaans personages, en een of meer van die personages (de verteller bijvoorbeeld) kunnen misleid zijn en de waarheid niet zien, die aan alle anderen, of alleen aan de lezer, wél duidelijk is.
- Sommige teksten onthullen hun geheimen pas na verloop van tijd: wat altijd al aanwezig was, wordt de lezer pas aan het eind van het werk duidelijk. Dit geldt voor detectiveromans waarbij men over de aanwijzingen heeft heengelezen, maar ook voor vele andere teksten waarin na geruime tijd nieuwe informatie de subtekst aanvult en onder de aandacht van de lezer brengt.

Subtekst veronderstelt een bepaalde categorie lezers.
- Melvilles verwijzingen naar een Bijbelse achtergrond veronderstellen dat een lezer de Bijbel kent; dit kon van zijn tijdgenoten gevoeglijk worden aangenomen, van de moderne lezer niet zomaar. Zijn tekst veronderstelt ook dat een lezer in staat is te onderkennen dat subtekst bestaat, en die subtekst op te merken.
- Interpretatie kan verschuiven. Middeleeuwse allegorieën worden door moderne lezers niet meer als instructief gezien; een sociaal-culturele subtekst treffen zij er juist wel in aan.
- Couperus' behandeling van zijn vriend Orlando gaat ervan uit dat de lezer moeite kan hebben met een prominente bespreking van homoseksualiteit. Daarentegen is Wordt u al geholpen? bedoeld voor een publiek dat het onderwerp tamelijk normaal vindt, maar nog wel karikaturaal en amusant. In weer andere teksten wordt homoseksualiteit als normaal en vanzelfsprekend geïmpliceerd.

## Vertolking
Een vertolker kan grote invloed hebben op subtekst.

### Film en televisie
Verfilmingen van Agatha Christies detectiveromans voeren vaak het rustieke, rustige, “oer-Engelse” platteland ten tonele. In recenter versies is dat platteland juist sinister: men beloert elkaar; afgunst, verstikkende sociale controle en afwijzing sluimeren onder de oppervlakte.

### Theater
Een acteur of regisseur staat voor de taak een tekst te interpreteren: pas dan kan hij die tekst in film- of toneelbeelden overzetten. Thematiek, stijl, sfeer moeten alle worden gereconstrueerd, en ze spelen als subtekst mee in de uitvoering. Anton Tsjechovs toneelstukken waren dermate vernieuwend dat spelers op zoek gingen naar subtekst; wellicht was Tsjechovs tijdgenoot, de toneelvernieuwer Stanislavski, de eerste die het begrip bewust gebruikte. Stanislavski bracht aanvankelijk stukken van de meester zo natuurgetrouw mogelijk op het toneel. Daarna kwam hij echter tot de conclusie dat dit onbevredigend was: Tsjechovs personages staan vaak los van elkaar, lijken langs elkaar heen te praten; totdat de vertolker beseft dat zij ieder een persoonlijke geschiedenis hebben, die in het toneelstuk niet wordt besproken, onaangeroerd blijft; maar pas als een acteur of regisseur, vaak met veel moeite, die geschiedenissen reconstrueert, wordt het stuk volgens Stanislavski zinvol: verbanden worden duidelijk.
De methode van de Rus Stanislavski heeft grote invloed gehad, ook in de Verenigde Staten. In een interview gaf de vooraanstaande actrice Stella Adler inzicht in de manier waarop een acteur zich van subtekst bewust kan worden. Zij bespreekt Ibsens A Doll's House:
| But there is a moment where her [Nora's] husband is taking an after-dinner drink, as a banker would, and she watches him through the window. In that moment, she sees he's not a man. I discovered that. It is under the play, not in the words. It is indicated—I found it—that she sees him naked. You watch the way a man takes a drink and you see his conceit. Nora saw it. |  |  | Er is een moment dat Nora's echtgenoot na het eten een borrel neemt, zoals een bankier dat deed, en ze ziet hem door het raam. Op dat ogenblik ziet ze dat hij geen man is. Dat heb ik ontdekt. Het ligt onder het stuk, niet in de woorden. Er wordt aangegeven - ik trof het aan - dat ze hem naakt ziet. Je slaat gade hoe een man iets drinkt, en je ziet zijn eigenwaan. Nora zag het. |

## Schilderkunst

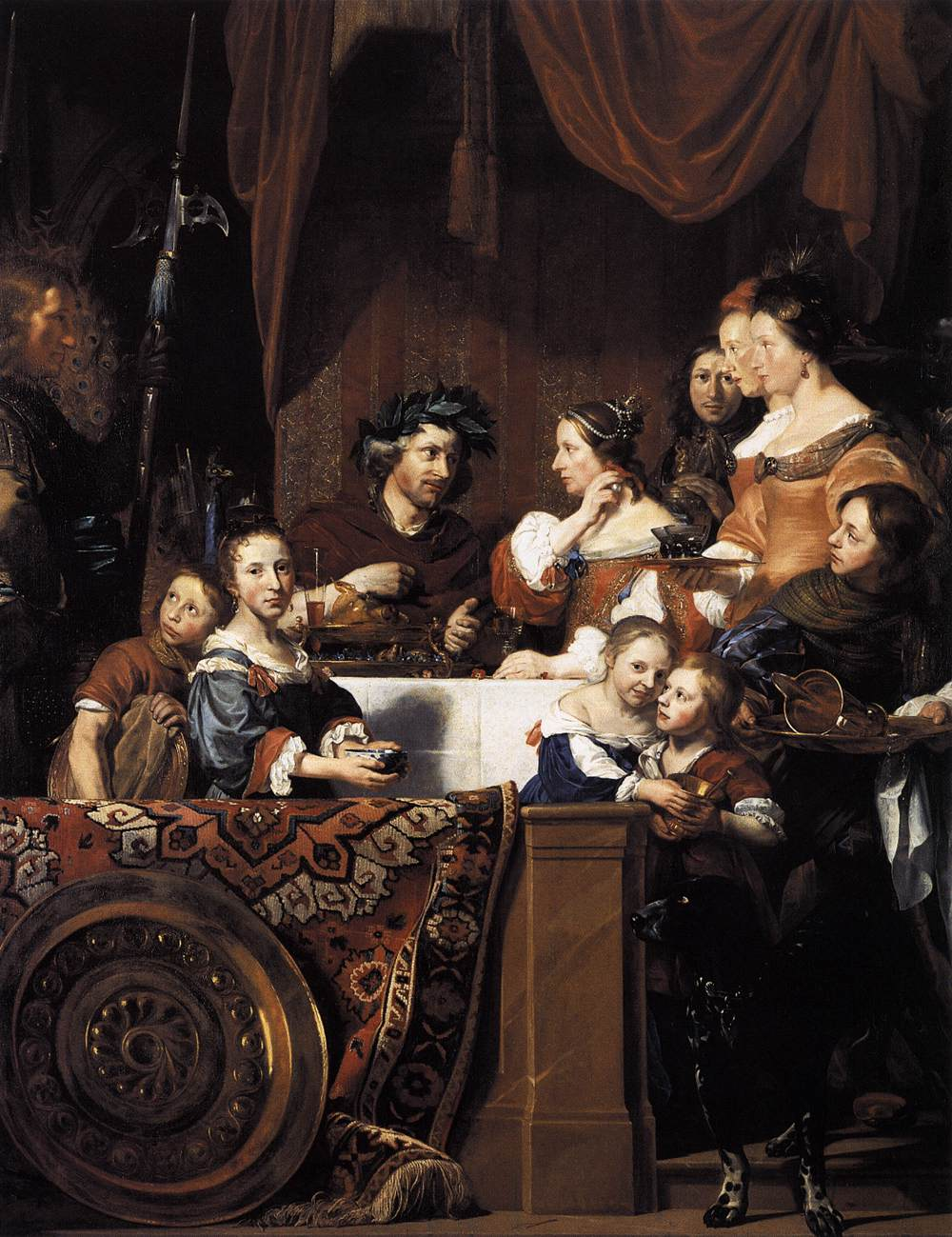
Het banket van Cleopatra
- Jan de Bray, 1669

Schilderijen kunnen een impliciete thematiek of symboliek bevatten die als subtekst opereert.
- Het banket van Cleopatra (1669) van Jan de Bray toont een maaltijd uit de Oudheid, maar enkele van de personages vertonen gelijkenis met leden uit de familie De Bray. Dat levert twee teksten op: de klassieke en de eigentijdse; beide zijn expliciet herkenbaar. Subtekst wordt echter duidelijk voor de beschouwer die weet dat de afgebeelden aan de pest ten prooi waren gevallen, en het contrast met dit luxueuze tafereel kan gezien worden als een kritiek op uitbundigheid of als een memento mori.[13]

## Reclame
Verkoopreclame is bedoeld om een product of dienst aan de man te brengen. Een eeuw geleden kon een lezer die bedoeling ook uitdrukkelijk in de tekst aantreffen: “Koopt uitsluitend ons product!” of “Zorg dat u altijd een potje in huis heeft!” De boodschap werd allengs minder direct, mede doordat een rechtstreeks beroep minder effect sorteerde naarmate de reclame-uitingen toenamen in aantal.
In de jaren dertig van de twintigste eeuw wuift een dame haar bezoekers uit met een hartelijk: “Ik ben zó blij dat we thuis waren!” Dit is subtekst. De vloer glanst, en de implicatie is duidelijk: zo blij was ze niet geweest als ze die vloer niet had geboend met Vloerwas Y. Uiteraard wordt de merknaam in de tekst ruimschoots onder de aandacht gebracht.
Nog weer later is er van rechtstreeks beroep nauwelijks sprake meer. Een auto (merk prominent in beeld) bevat een wufte passagiere. Een andere reclame-uiting schildert de afschuwelijke gevolgen van onderverzekering. In deze gevallen is er subtekst die zich nadrukkelijk tot de emoties richt (verlangen, angst, jaloezie, hebzucht), en de rechtstreekse bedoeling behoeft geen formulering.
Bij reclamemakers vraagt subtekst doorgaans minder aandacht dan tekst. De bedoeling is immers duidelijk: men wil de verkoop bevorderen. Het is de kunst een tekst te vinden die die subtekstuele boodschap effectief overbrengt.

## Psychologie en sociale interactie
Sinds Freud is het gebruikelijk te veronderstellen dat men door versprekingen of andere vergissingen zijn ware bedoelingen kan verraden (ook al wordt die veronderstelling evenzeer aangevochten). Ook hier is dan van subtekst sprake: het is immers geen opzet van de betrokkene, zichzelf bloot te geven. De tekst dient om zijn bedoelingen toe te dekken voor anderen en eventueel ook voor hemzelf, de subtekst verraadt die bedoelingen. In overdrachtelijke zin kunnen ook niet-verbale signalen als subtekst worden aangemerkt: een ontwijkende blik logenstraft wellicht wat er wordt gezegd, geschuifel met de voeten verraadt ongemak.

## Politiek
In de politiek kan subtekst uiteenlopende functies vervullen, zoals werving of de verwezenlijking van het programma; maar er kan ook van een dubbele agenda sprake zijn.

### Werving
Het werven van leden, of bij een verkiezing van stemmen, onderscheidt zich weinig van reclame. Subtekst is vaak aanwezig.
- Belastingverlaging voor de middenklassen! heeft als subtekst: “Middenklassers, stem op ons.”
- Een actie met de slogan Samen staan we sterk! brengt de subtekst “Word lid” over.

### Programpolitiek
Belangenbehartiging kan als subtekst fungeren.
- Een partij maakt zich sterk voor betere huisvesting; hele groepen mensen leven in erbarmelijke omstandigheden. Nu blijkt dat die mensen vooral behoren tot de doelgroep die deze partij vooral wil vertegenwoordigen. Tekst: betere huisvesting; subtekst: belangenbehartiging van onze doelgroep. Door sommigen zal dit die partij worden verweten (“Ze doen het alleen maar om...”), anderen zullen de tweeledige doelstelling geheel aanvaardbaar vinden (“Ze zijn er toch voor die en die groep?”)

### Dubbele agenda
Eenzijdiger is de dubbele agenda. Hierbij gaat het er niet om, twee vliegen in één klap te slaan, maar wordt de ogenschijnlijke doelstelling (de tekst) ondergeschikt gemaakt aan de eigenlijke bedoeling (subtekst).
- Een gefingeerd voorbeeld is de toespraak van Marcus Antonius in Shakespeares Julius Caesar.[15] Marcus Antonius komt Caesar helpen begraven, luidt zijn tekst, en hij prijst Brutus en de andere moordenaars overdadig. Dat Caesar een goed en edelmoedig mens was, dat vermeldt hij wel terloops, maar slechts om het steeds opnieuw onder tafel te schuiven; daar komt hij immers niet voor? Toch treedt alsmaar duidelijker subtekst aan het licht: Caesar is niet terechtgesteld, hij is vermóórd, en de daders zijn hier aanwezig. En ook dat is niet de eigenlijke boodschap, want er berust nog weer subtekst onder. Marcus Antonius doet een greep naar de macht, hij wil de leider van het volk worden. De dubbele agenda bestaat hierin dat de tekst (eerbetoon aan Caesar) geheel ondergeschikt wordt gemaakt aan subtekst (weg met Marcus' tegenstanders).

### Toegeschreven subtekst
Bijbedoelingen en dubbele agenda's zijn geen zeldzaamheid, en kunnen tot wantrouwen leiden. Ze kunnen ook worden aangegrepen als afleidingsmanoeuvre. In deze gevallen wordt aan een persoon of groepering subtekst toegeschreven. Het is dan maar de vraag of dat verwijt terecht is.
- Argwaan: “De lijsttrekker zei dat schaalvergroting op scholen tot veel betere efficiëntie kon leiden. Volgens mij bedoelde hij vooral dat er bezuinigen mee kunnen worden bereikt.” De kiezer vertrouwt de politicus niet.
- Afleiding: ”Duizenden gepensioneerden trokken op naar de residentie om verhoging van hun toelage te eisen. Volgens de minister-president was het hun bedoeling hem tot aftreden te bewegen.” De premier leidt de aandacht af van de grieven.

## Subtekst in redactionele opmaak
Bij de opmaak van teksten wordt het begrip subtekst nog in een volkomen andere betekenis gebruikt: een toegevoegde tekst, vaak in een kleiner lettertype, maar die dus wel degelijk expliciet is.